# .NET Micro Framework
.NET Micro Framework（简称NETMF；中译为.NET微框架）是一个开源的.NET平台，面向有至少256KB闪存和64KB内存的资源受限设备。它包含一个小版本的.NET CLR，支持以C#、Visual Basic .NET开发，以及使用Microsoft Visual Studio在一个模拟器或硬件上调试。NETMF的特性是.NET基础类库的一个子集（约70个类的420个方法），一个Windows Communication Foundation（WCF）的实现，一个基于Windows Presentation Foundation（WPF）的宽松的GUI框架，以及一个基于SOAP和WSDL的Web Services栈。NETMF还有专用于嵌入式应用程序的附加库。
.NET Micro Framework旨在为嵌入式开发人员提供与桌面应用程序开发人员相等的现代技术与工具，使嵌入式开发更加轻松、快速和低成本。此外，它使桌面的.NET开发人员得以在嵌入式世界中使用他们的技能，提升合格的嵌入式开发人员的数量。
.NET Micro Framework是.NET基金会（页面存档备份，存于）的一部分。.NET基金会在Build 2014会议上宣布，创建一个独立的论坛，围绕越来越多的.NET开源技术促进开源开发和协作。